# Malmo (Nebraska)
Malmo – wieś w Stanach Zjednoczonych, w stanie Nebraska, w hrabstwie Saunders.